# 金刀比羅神社 (台東区)
金刀比羅神社（ことひらじんじゃ）は、東京都台東区の神社。

## 歴史
慶長年間（1596年 - 1615年）に創建された。創建者の生駒親正は高松藩の藩主であり、同じ讃岐国にある金刀比羅宮の金刀比羅大神の分霊を生駒家の中屋敷に勧請することになった。これが当社の起源である。
江戸時代、一般人が大名屋敷に立ち入ることは禁止されていた。しかし金刀比羅大神は一般人にも人気のある神であるので、参拝を希望する者が相次いでいた。そこで生駒家では幕府に願い出て、特例として毎月10日の参拝が認められることになった。
後に生駒家はお家騒動（生駒騒動）を起こし、最終的に大名から交代寄合旗本に降格になった。しかし江戸の中屋敷はそのまま生駒家の屋敷として存続し、金刀比羅神社の祭祀も滞ることなく続けてきた。
1923年（大正12年）の関東大震災や1945年（昭和20年）の東京大空襲で、その都度焼失している。現在の社殿は、1963年（昭和38年）に新築されたものである。

## 交通アクセス
- 御徒町駅または仲御徒町駅より徒歩3分。